# Cmolas (gemeente)
De gemeente Cmolas is een landgemeente in het Poolse woiwodschap Subkarpaten, in powiat Kolbuszowski.
De zetel van de gemeente is in Cmolas.
Op 30 juni 2005, telde de gemeente 7981 inwoners.

## Oppervlakte gegevens
In 2002 bedroeg de totale oppervlakte van gemeente Cmolas 134,06 km², waarvan:
- agrarisch gebied: 50%
- bossen: 43%

De gemeente beslaat 17,32% van de totale oppervlakte van de powiat.

## Demografie
Stand op 30 juni 2004:
| Omschrijving                   | Totaal | Totaal | Vrouwen | Vrouwen | Mannen | Mannen |
| ------------------------------ | ------ | ------ | ------- | ------- | ------ | ------ |
| eenheid                        | aantal | %      | aantal  | %       | aantal | %      |
| inwoners                       | 7848   | 100    | 3885    | 49,5    | 3963   | 50,5   |
| bevolkingsdichtheid (inw./km²) | 58,5   | 58,5   | 29      | 29      | 29,6   | 29,6   |

In 2002 bedroeg het gemiddelde inkomen per inwoner 1409,72 zł.

## Plaatsen
- Cmolas
- Hadykówka
- Jagodnik
- Ostrowy Baranowskie
- Ostrowy Tuszowskie
- Poręby Dymarskie
- Toporów
- Trzęsówka

## Aangrenzende gemeenten
Kolbuszowa, Dzikowiec, Majdan Królewski, Mielec, Niwiska, Tuszów Narodowy